# Бет-Изрейел (медицинский комплекс)
Бет-Изрейел (Beth Israel Medical Center) — крупный медицинский комплекс.
Основан на рубеже двадцатого века в Нью-Йорке. Включает основной лечебный комплекс Petrie Division на 5-й авеню и 16-й улице, и у площади Стайвезант, также отделения Бет-Изрейел Кингс-Хайвей (Beth Israel-Kings Highway Division) в Бруклине и Филипс Амбулатори Кейр Центр (Phillips Ambulatory Care Center) на Юнион-сквер.
Включает также университетскую клинику и Манхэттенский кампус Медицинского колледжа Альберта Эйнштейна Йешива-Университета. Больница также является учебной для студентов Университета Св. Георгия и Бет-Изрейел Филипсовской школы медсестёр.
Комплекс имеет членство в партнерстве Continuum Health Partners, включающем такие учреждения, как Рузвельтовская больница, больница Колледжа Лонг-Айленда и других.

## История
Больница была основана в 1890 году как лечебное учреждение для прибывающих в США и поселившихся на Нижнем Ист-Сайде евреев-иммигрантов. В 1891 году в этом учреждении было 20 коек, в дальнейшем, в 1902 году — 115 коек.
В 1929 году Бет-Изрейел переезжает на современную территорию у площади Стайвезант. В 1964 году к комплексу приобретается дополнительное помещение на углу 5-й авеню и 16-й улицы. Он меняет название на Медицинский центр «Бет-Изрейел».
К 1980-м годам комплекс уже достаточно давно выходит за пределы еврейских общинных институтов. В 1988 году клиника лечения зависимых насчитывает двадцать три отделения и 7500 пациентов.
В 1990 гг. к Бет-Изрейел присоединяется Докторс-Хоспитал на Верхнем Ист-Сайде на Манхэттене и он начинает называться Beth Israel Medical Center-Singer Division, а в 1995 году — Кингс-Хайвей Хоспитал Центр, который становится отделением Beth Israel Medical Center-Kings Highway Division. В 2004 году было закрыто Singer Division, с увеличением значения основного лечебного комплекса, называемого Petrie Division на 5-й авеню на Манхэттене.
К 2010 году медицинский комплекс «Бет-Изрейел» оказывал помощь пациентам по многим медицинским направлениям — неотложная помощь, терапия, неврология, психиатрия и другим.